# Кабеку
Кабеку (фр. Cabecou) — м'який французький сир, що виготовляється фермерським способом в історичній області Керсі (між Центральним масивом і рівнинами Аквитанії), гористій області Руерг (у Південній Фрацнії) і в Перигорі (Південно-західна Франція). Споконвічно контрольована назва сиру була присвоєна у 1988 році.
Кабеку виготовляють із козячого сирого (або суміші козячого, овечого і коров'ячого) молока. Зріє сир 10–12 днів. Жирність Кабеку — 45%.
Головка дуже маленька, у формі плоского диска діаметром 4–5 см, висотою 1–1,5 см, вагою 30–40 г. Головка Кабеку покрита тонкою, ребристою скоринкою з білим нальотом цвілі, посипана чорним перцем. Кабеку зберігається загорнутим в листя каштана.
Кабеку має молочно-вершковий смак і аромат.
До сиру Кабеку підходять білі вина St Joseph (Marsanne, Roussanne grapes).
Є захищена версія — Рокамадур.